# Oswald Gracias
Oswald Gracias (Bombay, 24. prosinca 1944.) indijski je katolički prelat koji je služio kao nadbiskup Bombaya od 2006. do 2025. godine. Kardinalom je proglašen 2007. godine.
Spominjao se kao mogući kandidat za izbor za papu u konklavi 2013. godine. Bio je jedan od kardinala izbornika koji su sudjelovali na toj konklavi, koja je izabrala papu Franju.